# Delonix baccal
Delonix baccal es una especie de leguminosa de la familia Fabaceae. 

## Distribución
Se encuentra en Etiopía, Kenia y Somalia.

## Descripción
Son árboles que alcanzan un tamaño de 6-18 m de altura, con la corona en forma de paraguas; la corteza con la superficie exterior pelada y parecida al papel. Sería una planta ornamental en ± lugares áridos (4 pétalos casi blancos con garras de color salmón, el quinto pétalo de color amarillo brillante, filamentos de color amarillo y las anteras de color naranja).

## Ecología
Se encuentra entre los matorrales  caducifolios con Commiphora-Acacia; en las laderas blancas de piedra caliza con suelos poco profundos; en los valles en las laderas rocosas escarpadas; bordes de escarpa  con granito, gneis y esquistos; arenosos o arcillosos suelos blancos o amarillentas; a una altitud de 300-1080 metros.

## Taxonomía
Delonix baccal fue descrita por (Chiov.) Baker f. y publicado en The Leguminosae of Tropical Africa 3: 624. 1930.
Etimología
Delonix: nombre genérico que deriva de las palabras griegas δηλος ( delos ), que significa "evidente", y ονυξ ( ónix ), que significa "garra", refiriéndose a la forma de los pétalos
baccal: epíteto
Sinonimia
- Poinciana baccal Chiov.[4]